# Броневиці
Броневиці (пол. Broniewice, нім. Bornheim) — село в Польщі, у гміні Яніково Іновроцлавського повіту Куявсько-Поморського воєводства.
Населення — 417 осіб (2011).
У 1975-1998 роках село належало до Бидгощського воєводства.

## Демографія
Демографічна структура станом на 31 березня 2011 року:
|          | Загалом | Допрацездатний вік | Працездатний вік | Постпрацездатний вік |
| -------- | ------- | ------------------ | ---------------- | -------------------- |
| Чоловіки | 206     | 51                 | 140              | 15                   |
| Жінки    | 211     | 45                 | 125              | 41                   |
| Разом    | 417     | 96                 | 265              | 56                   |